# Filkeháza
Filkeháza is een plaats (község) en gemeente in het Hongaarse comitaat Borsod-Abaúj-Zemplén. Filkeháza telt 104 inwoners (2001).